# Биньями, Веспазьяно
Веспасиано Биньями (итал. Vespasiano Bignami, 18 октября 1841, Кремона, Ломбардия — 28 февраля 1929, Милан) — итальянский живописец, акварелист, прозаик и поэт, историк искусства, педагог и рисовальщик-карикатурист. Известен также под псевдонимом «Веспа» (итал. Vespa — оса). Он был участником движения «Скапильятура» и одним из основателей объединения «Миланская художественная семья».

## Творческая биография
Будущий художник родился в Кремоне, Ломбардия, в музыкальной семье. Его отец — признанный скрипач и дирижёр Джакомо Биньями, мать — скрипачка Тереза Фиокки. Семья в 1849 году переехала в Милан. В 1852 году его отец, уехавший на концерты в Бергамо, познакомил сына с Энрико Скури, директором Академии изобразительных искусств в Бергамо (Accademia di belle arti G. Carrara, Bergamo). Завершив образование, Биньями в 1862 году уехал работать в Милан. Там он приобрел известность как иллюстратор и карикатурист сатирических газет («Каменный человек», «Мефистофель», «Дух эльфа»), которые способствовали поддержанию общественного интереса к политическим событиям того времени, подписывая свои рисунки сокращённым именем: «Vespa» (Оса).
В 1864 года Веспасиано Биньями участвовал в различных художественных выставках в Турине и Милане, в 1869 году он получил премию Милиуса, объявленную Aкадемией Брера за картину «Уроки ботаники». В 1873 году стал одним из основателей творческого объединения «Миланская художественная семья» (Famiglia Artistica Milanese), созданного с целью облегчения взаимодействия между художниками и интеллектуалами различных идеологических движений, а также был членом объединения «Скапильятура».
В 1889 году Биньями был назначен муниципальным советником Милана, в 1893 году стал профессором «фигуративной живописи» Aкадемии изящных искусств Брера, занимал эту должность до 1921 года, был директором Миланской галереи современного искусства. Его учениками в Академии Брера были Джузеппе Амизани, Карло Бацци, Чезара Моттирони, Умберто Лиллони, Амброджо Антонио Альчати, Луиджи Мантовани, Джузеппе Магги, Джованни Баррелла.
Веспасиано Биньями работал художником-декоратором в театрах и дворцах Лондона, Брюсселя, Монтевидео, Буэнос-Айреса и Сан-Хосе (Коста-Рика). Признанный акварелист, он писал портреты и бытовые сценки в стиле, восходящем к ломбардской живописной традиции девятнадцатого века и основанном на темах, присущих художникам «Скапильятуры».
В 1875 году он опубликовал первые стихотворения на миланском диалекте esule, в которых он обращался к важным социальным проблемам, но с неподражаемым юмором.
В 1886 году Биньями взял на себя художественное руководство благотворительной организацией «Pio Istituto dei Rachitici», основанной доктором Гаэтано Пини для ухода и обучения детей, страдающих рахитом.
Он умер в Милане 28 февраля 1929 года. Его брат Помпео (скончавшийся в 1916 году), как и их отец, стал дирижёром оркестра и скрипачом, также как и дядя Карло, которого ценил сам Никколо Паганини.
«Фонд Веспасиано Биньями» (Fondo Vespasiano Bignami), созданный историком и художественным критиком Карло Боцци, включает дневники, зарисовки, критические суждения и тексты конференций, разбитые на 29 томов, разделённых по темам. Он хранится в Городской библиотеке искусств Милана и представляет собой важный источник информации о художественной и культурной жизни Милана между двумя веками.

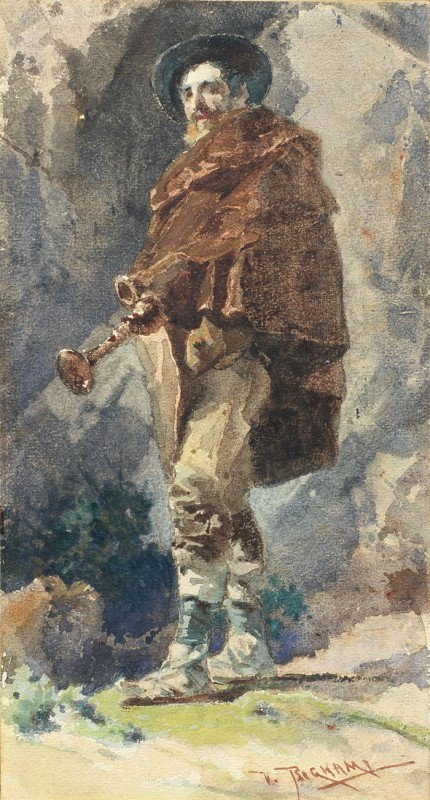
Волынщик. 1929. Акварель
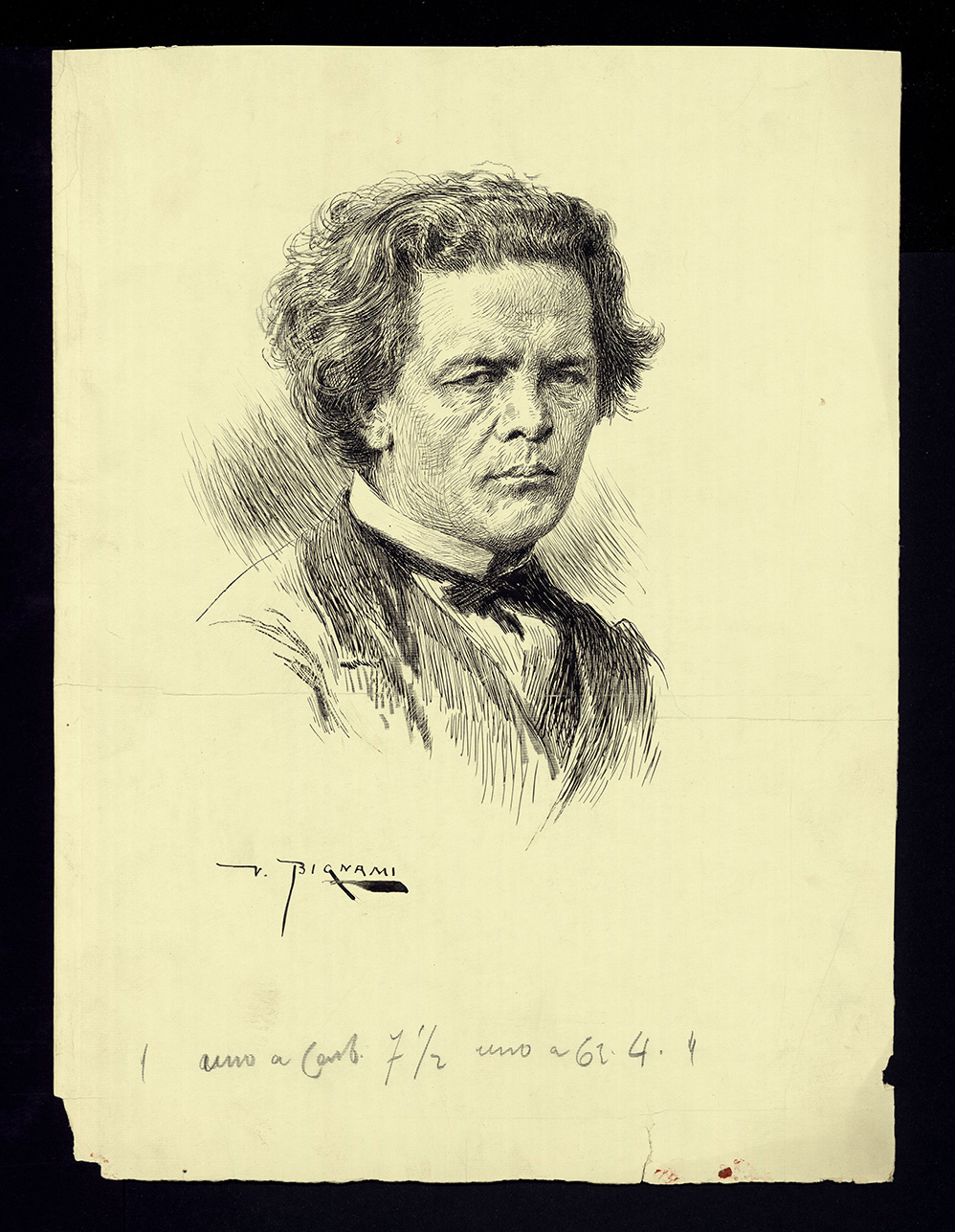
Портрет композитора и пианиста А. Г. Рубинштейна. 1920-е гг. Тушь, перо. Архив исторических записей, Милан
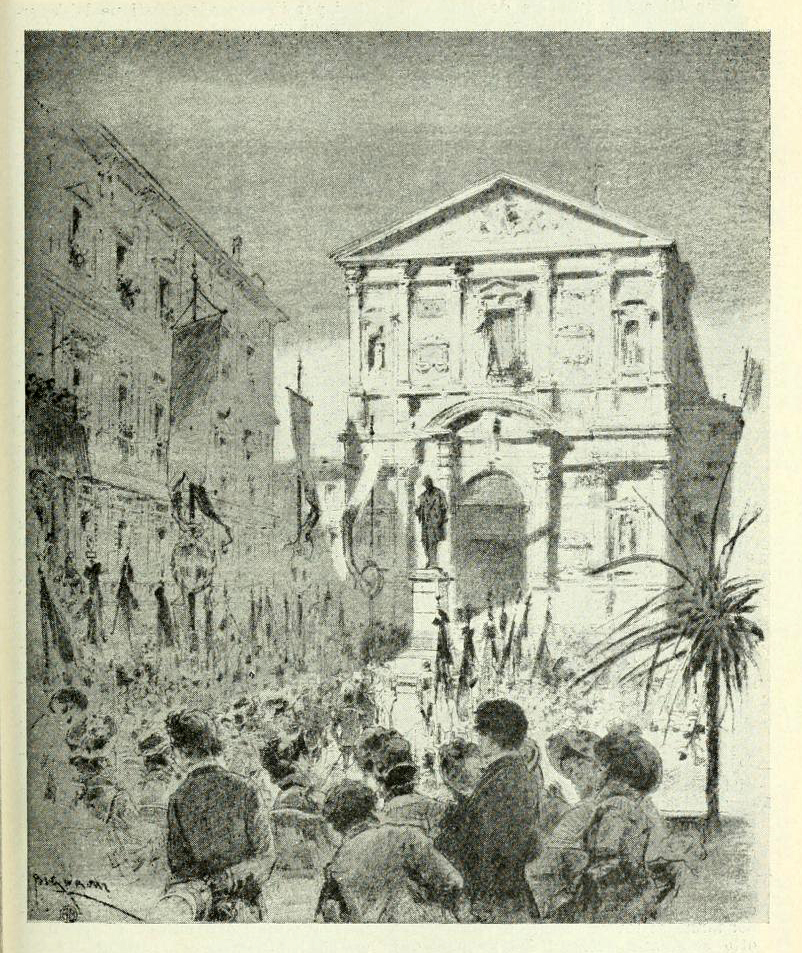
Открытие памятника Алессандро Мандзони 22 мая 1883 года в Милане. Журнальная иллюстрация. 1900
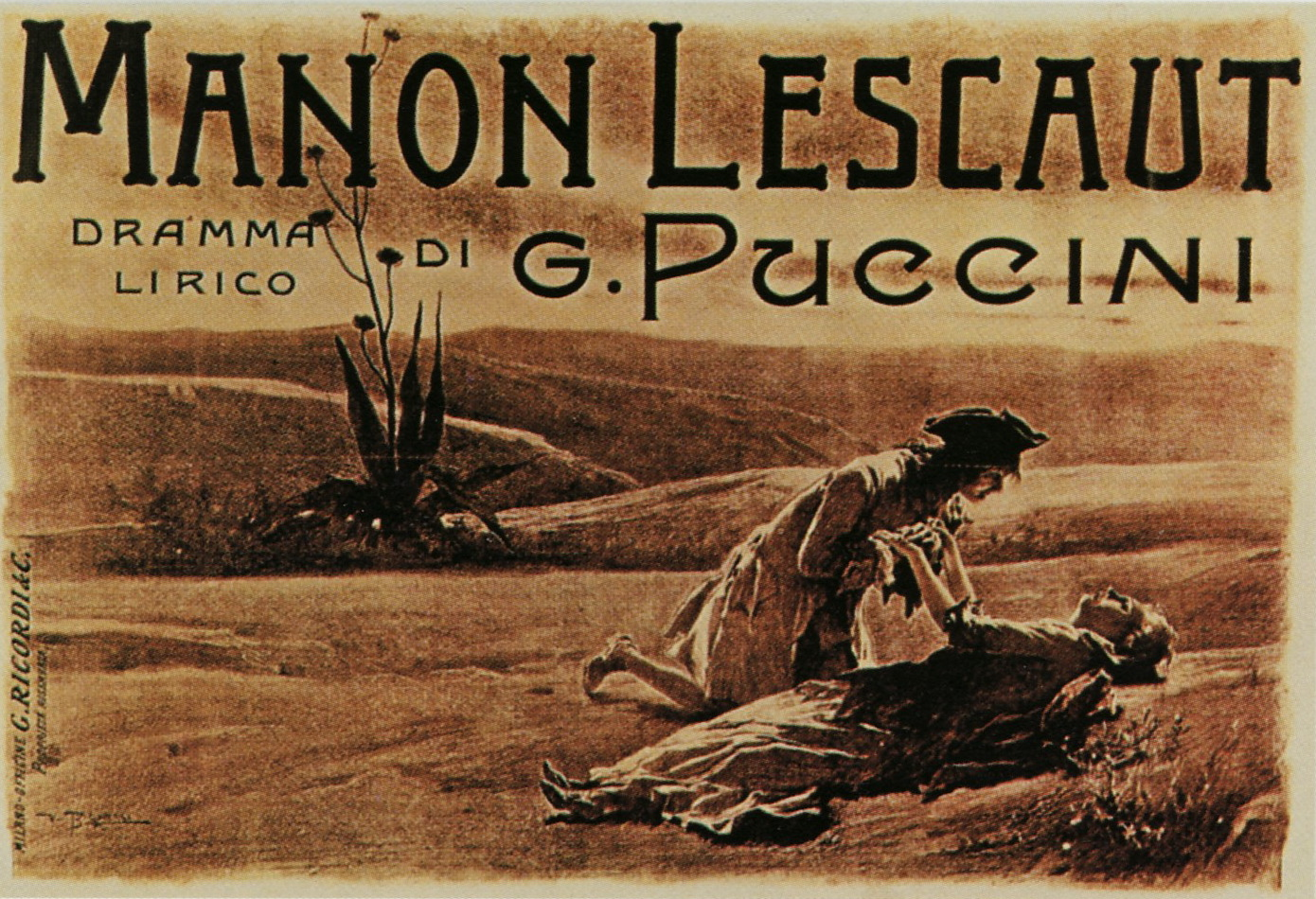
Манон Леско. Опера Дж. Пуччини. Афиша. Милан. 1900
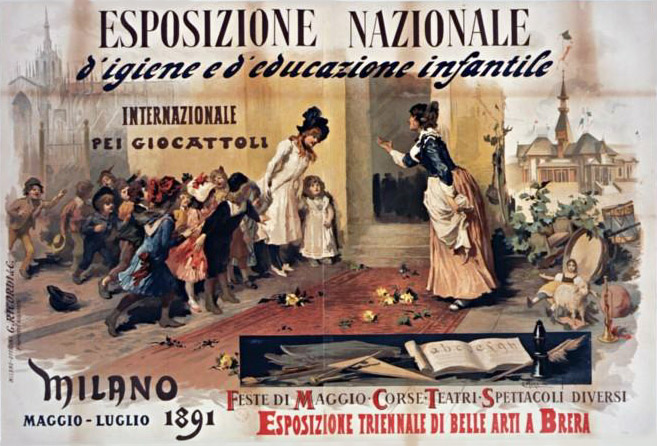
Национальная выставка гигиены, детского воспитания и международных игрушек. Триеннале изобразительного искусства. Галерея Брера, Милан. Афиша. 1891